# Buenavista (Quindío)
Buenavista ist eine Gemeinde (spanisch municipio) im Departamento Quindío in der kolumbianischen Kaffeeanbauregion (eje cafetero). Buenavista ist die kleinste Gemeinde Quindíos.

## Geographie
Buenavista liegt auf einer Höhe von ungefähr 1477 m ü. NN 33 km südlich von Armenia und hat eine Jahresdurchschnittstemperatur von 20 °C. Buenavista grenzt im Norden und Westen an Calarcá, im Süden an Pijao und im Osten an Córdoba.

## Bevölkerung
Die Gemeinde Buenavista hat 3208 Einwohner, von denen 1289 im städtischen Teil (cabecera municipal) der Gemeinde leben (Stand: 2022).

## Geschichte
Die Region wurde ab dem 19. Jahrhundert von Antioquia aus besiedelt. Der Ort wurde aber erst 1928 als El Tolrá gegründet und erhielt 1966 als Buenavista den Status einer Gemeinde.

## Wirtschaft
Der wichtigste Wirtschaftszweig von Buenavista ist die Landwirtschaft, insbesondere der Anbau von Kaffee. Außerdem werden Bananen, Maniok, Tomaten und Zitruspflanzen angebaut. Eine wichtige Rolle spielen zudem Rinder- und Schweineproduktion.